# شهرستان بوتوو
شهرستان بوتوو (به لاتین: Butuo County) یک منطقهٔ مسکونی در چین است که در لیانگشان یای واقع شده‌است. شهرستان بوتوو ۱٬۸۶۵ کیلومتر مربع مساحت و ۱۴۰٬۰۰۰ نفر جمعیت دارد و ۲٬۳۹۸ متر بالاتر از سطح دریا واقع شده‌است.